# Campionati europei di ciclismo su strada 2008 - Cronometro maschile Junior
La cronometro maschile Junior dei Campionati europei di ciclismo su strada 2008 si è svolta il 4 luglio 2008 in Italia, con partenza da Arona ed arrivo a Stresa, su un percorso di 16,5 km. La medaglia d'oro è stata vinta dal polacco Michał Kwiatkowski con il tempo di 20'09" alla media di 49,19 km/h, argento al norvegese Vegard Breen e a completare il podio il francese Marlen Zmorka.
Al traguardo 69 ciclisti completarono la gara.

## Classifica (Top 10)
| Pos. | Corridore                | Squadra     | Tempo  |
| ---- | ------------------------ | ----------- | ------ |
| 1    | Michał Kwiatkowski       | Polonia     | 20'09" |
| 2    | Vegard Breen             | Norvegia    | a 3"   |
| 3    | Johan Le Bon             | Francia     | a 14"  |
| 4    | Massimo Coledan          | Italia      | a 16"  |
| 5    | Romain Bacon             | Francia     | a 22"  |
| 6    | Artur Eršov              | Russia      | a 24"  |
| 7    | Michael Humbert          | Germania    | a 29"  |
| 8    | Guillaume Van Keirsbulck | Belgio      | a 35"  |
| 9    | Eugenio Alafaci          | Italia      | a 38"  |
| 10   | Artsiem Malinouski       | Bielorussia | s.t.   |